# Пуликовский, Алексей Константинович
Алексей Константинович Пуликовский (7 июня 1971 — 14 декабря 1995) — капитан Вооружённых сил Российской Федерации, заместитель командира танкового батальона 245-го гвардейского мотострелкового полка, кавалер Ордена Мужества (посмертно).

## Биография
Родился 7 июня 1971 года в городе Борисов (БССР). Сын генерал-лейтенанта Константина Борисовича Пуликовского, командующего объединённой группировкой федеральных сил в Чечне в годы Первой чеченской войны. Мать — Вера Ивановна, уроженка Кузнецка (Пензенская область). Брат — Сергей, полковник ВС РФ, военный комиссар Краснодарского края. Дед — Борис Андреевич Пуликовский, полковник ВС СССР, участник Великой Отечественной войны.
Алексей сменил шесть школ в связи с многократными переездами семьи, окончил с отличием среднюю общеобразовательную школу г. Гусев (Калининградская область) и Ульяновское танковое училище. До начала Первой чеченской войны был командиром танковой роты 13-го полка 4-й Кантемировской танковой дивизии и проходил службу в Московском военном округе. Трижды писал рапорт об отправке в Чечню, несмотря на всяческие возражения отца. После отправки назначен заместителем командира танкового батальона 245-го сборного гвардейского мотострелкового полка (в/ч 62892).
4 октября 1995 года полк прибыл под Шатой; отец узнал только через 20 дней о прибытии своего сына в Шатой. Алексей имел звание старшего лейтенанта на момент начала событий в Чечне, учебный процесс строил с учётом предстоящих боевых действий. Во время перемирия произошёл инцидент, когда солдат-контрактник танкового батальона сбил случайно местного жителя, в ответ на что подогретые ваххабитской пропагандой местные стали угрожать солдатам. Алексей отдал себя со связистом в заложники, в течение двух суток подвергался угрозам и пыткам и трижды выводился на расстрел. Освобождать бойцов прибыли полковник Яковлев и генерал-майор Шаманов.
14 декабря 1995 года в дозор ушла разведгруппа 245-го полка и не вернулась к назначенному времени. Алексей возглавил поисковую операцию и отправился в заданный район, где его группа попала в засаду: тут же он развернул танки и БМП в боевой порядок, организовав атаку на превосходящие силы противников, и приказал личному составу спешиться, чтобы предотвратить поражение бронетехники из гранатомётов. Сам капитан находился рядом с броневыми машинами. В какой-то момент одна из гранат РПГ угодила в борт БМП, что привело к взрыву: Алексей погиб на месте.
Похоронен в городе Краснодар, где у него остались жена и дочь Софья. Указом президента Российской Федерации посмертно награждён Орденом Мужества.

## Семья
- Отец — Пуликовский, Константин Борисович генерал-лейтенант
- Мать — Вера Ивановна
- Жена — Пуликовская Людмила
- Дочь — Софья

## Память

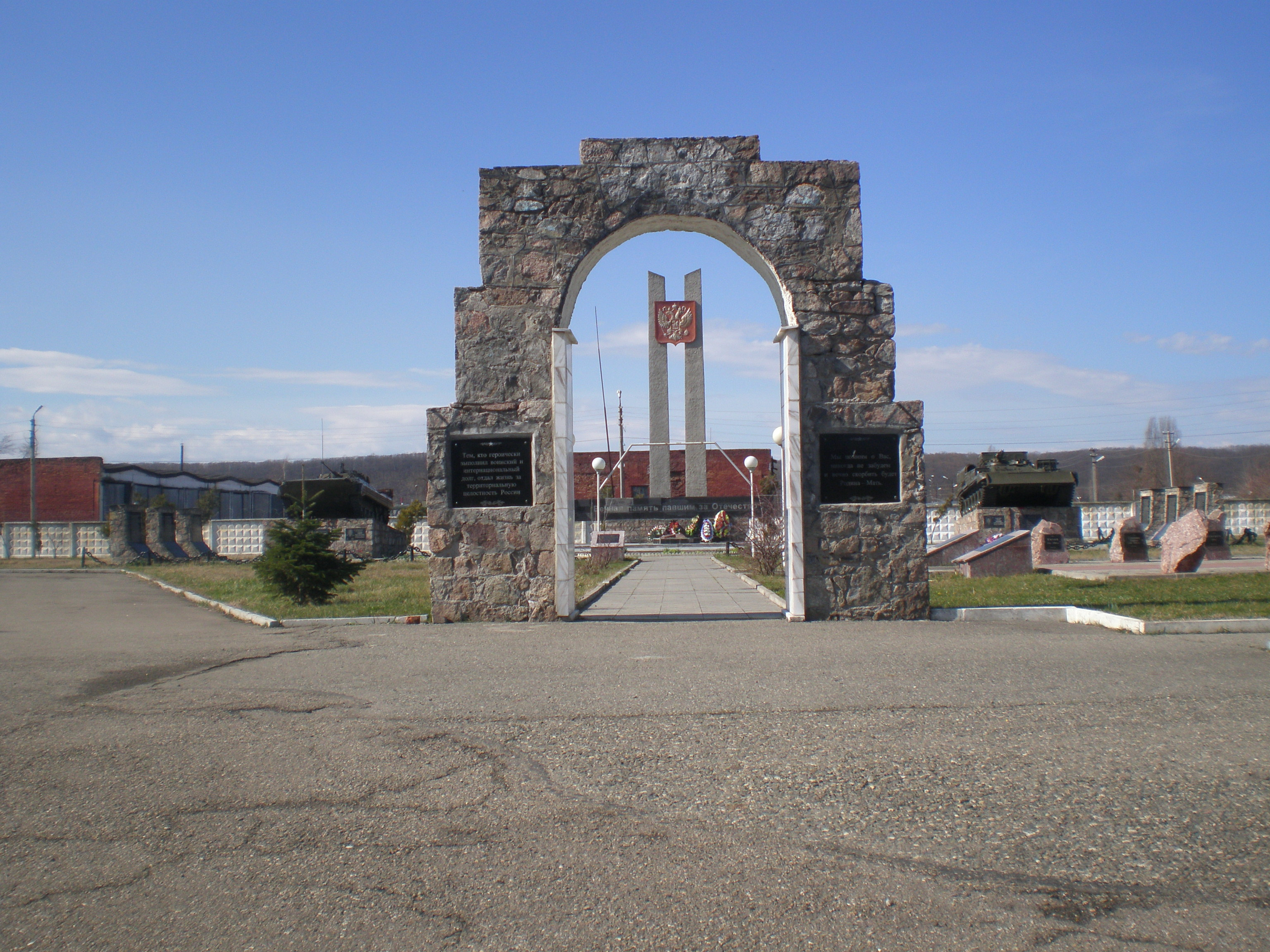
Мемориал воинам, павшим в локальных конфликтах, Майкоп

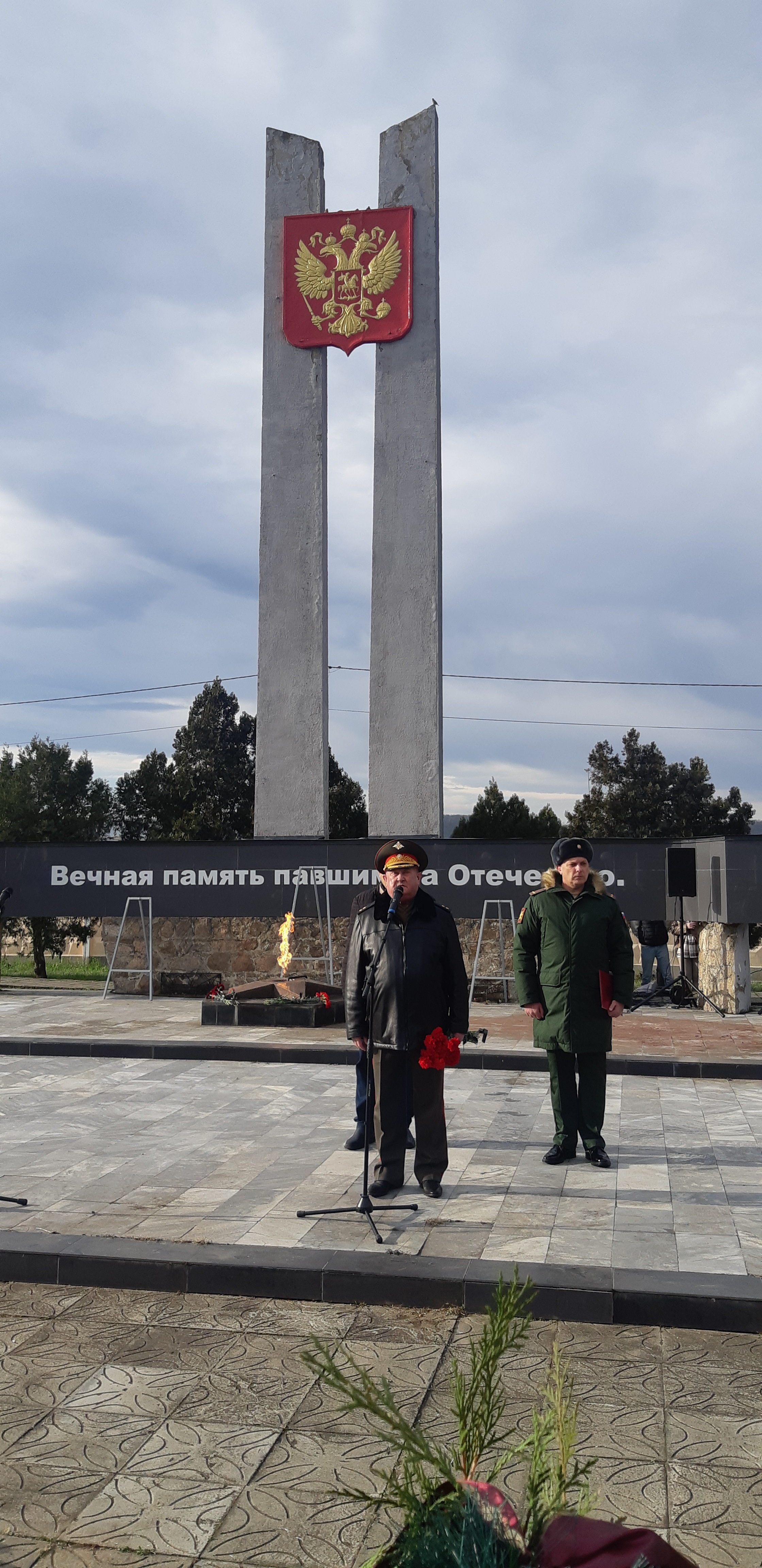
В День памяти погибших в локальных конфликтах выступает К. Б. Пуликовский

- 2 января в Адыгее Законом республики установлен «День памяти воинов, погибших в локальных конфликтах»[5][6];
- В Майкопе в месте дислокации 131-й отдельной мотострелковой бригады, установлен Мемориал, посвящённый воинам бригады и 67 армейского корпуса, погибшим в локальных конфликтах[7]: на постаменте установлен БМП-1 и две памятные таблички: там увековечен капитан Пуликовский А. К.

Шесть пилонов со списками фамилий: 2 группы по 3 пилона, с левой и правой сторон памятника.
Каждый год 2 января на мемориале проводится торжественно-траурная перекличка погибших воинов.
- В Краснодаре установлен памятник БМП с мемориальными досками, где выбито золотыми буквами имя воина.
- На могиле установлен надгробный памятник.